# Chestermere
Chestermere, antigamente chamada de Chestermere Lake, é uma cidade na província canadense de Alberta. É em grande parte uma comunidade na Região de Calgary. A cidade, que cerca o Lago Chestermere, era conhecida como Chestermere Lake de 1977 a 1993. A cidade é mais nova incorporada da província de Alberta.